# Ben Barnes
Benjamin Barnes (sinh ngày 20 tháng 8 năm 1981) là một nam diễn viên người Anh Quốc.

## Danh sách phim

### Điện ảnh
| Năm  | Tên                                                      | Vai                 | Ghi chú |
| ---- | -------------------------------------------------------- | ------------------- | ------- |
| 2007 | Stardust                                                 | Young Dunstan Thorn |         |
| 2008 | Bigga than Ben                                           | Cobakka             |         |
| 2008 | The Chronicles of Narnia: Prince Caspian                 | Prince Caspian X    |         |
| 2008 | Easy Virtue                                              | John Whittaker      |         |
| 2009 | Dorian Gray                                              | Dorian Gray         |         |
| 2010 | Locked In                                                | Josh Sawyer         |         |
| 2010 | The Chronicles of Narnia: The Voyage of the Dawn Treader | King Caspian X      |         |
| 2011 | Killing Bono                                             | Neil McCormick      |         |
| 2012 | The Words                                                | The Young Man       |         |
| 2013 | The Big Wedding                                          | Alejandro Griffin   |         |
| 2014 | By the Gun                                               | Nick Tortano        |         |
| 2014 | Jackie & Ryan                                            | Ryan Brenner        |         |
| 2014 | Seventh Son                                              | Thomas "Tom" Ward   |         |